# Avro 701 Athena
Avro 701 Athena – brytyjski samolot szkolno-treningowy produkowany w wytwórni Avro. Maszyna miała zastąpić używany w Royal Air Force samolot North American Harvard. Pierwotnie Athena miała być napędzana silnikiem turbośmigłowym Armstrong Siddeley Mamba.

## Historia
W 1945 roku brytyjskie Air Ministry opublikowało specyfikację techniczną numer T.7/45, w której opisywało warunki techniczne, jakie musi spełnić nowy, trzyosobowy samolot przeznaczony do szkolenia pilotów Royal Air Force. Najważniejszą nowością w charakterystyce nowej maszyny było zastosowanie po raz pierwszy w samolocie szkolno-treningowym silnika turbośmigłowego, którym był Armstrong Siddeley Mamba. Do konkursu stanęły dwie wytwórnie. Boulton Paul Aircraft, który zaprojektował i zbudował samolot Boulton Paul Balliol, oraz Avro ze swoją Atheną. Zbudowano dwa prototypy z silnikami turbośmigłowymi, pierwszy z nich do swojego dziewiczego lotu wzniósł się 12 czerwca 1948 roku. Niestety zalecany w specyfikacji turbośmigłowy silnik Mamba nie był jeszcze na tyle dojrzałą konstrukcją, aby można go było zastosować na masową skalę, a jeszcze z czasów wojny pozostały duże ilości tłokowych silników Rolls-Royce Merlin, dlatego też w 1947 roku wydano kolejną specyfikację (numer T.14/47), tym razem na samolot dwumiejscowy z silnikiem Merlin. Taka również wersja Atheny, wyposażona w tłokowy silnik rzędowy Merlin, wzniosła się po raz pierwszy w powietrze 1 sierpnia 1948 roku i weszła do produkcji (niewielkiej, wyprodukowano zaledwie 15 egzemplarzy) i służby w jednostkach szkoleniowych RAF.

## Konstrukcja
Samolot był dwumiejscowym (miejsca obok siebie), wolnonośnym, całkowicie metalowym dolnopłatem. Skrzydło o obrysie trapezowym i niewielkim wzniosie. Podobnie jak w samolocie Balliol, skrzydła Atheny można było składać w celu hangarowania na pokładzie lotniskowca. Skrzydła wyposażone były w lotki oraz krokodylowe klapy wyporowe w środkowej części płata i klapy szczelinowe na skraju skrzydeł. Płaty posiadały również hamulce aerodynamiczne. Kadłub o konstrukcji półskorupowej. Usterzenie klasyczne, wolnonośne. Silnik napędzał trójłopatowe śmigło o średnicy 3,1 metra. Paliwo magazynowane było w trzech elastycznych zbiornikach, jednym w kadłubie i dwóch w centropłacie, o łącznej pojemności 770 dm³. Pod centropłatem istniała możliwość doczepiania dodatkowych zbiorników paliwa. Podwozie główne chowane, dwugoleniowe do wnęk w skrzydłach oraz niechowane kółko ogonowe. Maszyna zaopatrzona była w hak holowniczy zamontowany pod sterem kierunku,  dzięki niemu mogła holować latające cele lub niewielkie szybowce transportowe.

## Uzbrojenie
Samolot był uzbrojony w jeden karabin maszynowy Browning kalibru 7,7 mm zamontowany w centropłacie po lewej stronie kabiny, mógł również przenosić niekierowane pociski rakietowe lub osiem ćwiczebnych bomb.

## Wersje
- Athena T Mk. 1 – dwa prototypy wyposażone w silnik turbośmigłowy Armstrong Siddeley Mamba.
- Athena T Mk. 1A – jeden prototyp wyposażony w silnik turbośmigłowy Rolls-Royce Dart 1.
- Athena T Mk. 2 – wersja seryjna z silnikiem Rolls-Royce Merlin 35. Wyprodukowano 4 prototypy oraz 14 samolotów seryjnych.